# André Ventura
André Claro Amaral Ventura (Algueirão - Mem Martins, Sintra, 15 de janeiro de 1983) é um jurista, professor universitário, político português e ex-comentador desportivo português. Atualmente, desempenha as funções de Presidente do Partido CHEGA, Conselheiro de Estado e Deputado à Assembleia da República Portuguesa, sendo o atual líder da oposição em Portugal.
Nas eleições autárquicas de 2017, foi candidato do PSD à Câmara Municipal de Loures, onde foi eleito vereador, tendo renunciado ao cargo em 2018. Foi candidato à Presidência da República Portuguesa nas eleições presidenciais de 2021, tendo ficado em terceiro lugar.
Ventura define-se como "liberal a nível económico, nacionalista e conservador". Defende ainda uma revisão constitucional para reduzir o número de deputados, a criação da pena de castração química ou física a condenados por crimes de violação ou abuso sexual de menores, a prisão perpétua, a limitação dos cargos de primeiro-ministro e ministro a quem tiver nacionalidade portuguesa originária, a eliminação dos limites materiais da revisão da própria Constituição ou retirada do termo "república" na referência a Portugal. Defende ainda várias alterações ao código penal, como um aumento da moldura para o dobro para crimes por corrupção ativa e passiva, e agravamento de penas para crimes como violação, homicídio, terrorismo, tráfico de pessoas, o crime de incêndio florestal, o crime de propagação de doença, e o fim à prescrição dos crimes.
As suas posições políticas são vistas por parte da comunicação social portuguesa, assim como por alguns políticos, comentadores políticos, e académicos, como de extrema-direita, sendo assim considerado o primeiro deputado dessa índole com um lugar na Assembleia da República desde a Revolução dos Cravos. Muitas das suas declarações sobre temas sociais são categorizadas pelos mesmos como anticiganistas, islamofóbicas, xenofóbicas e machistas.
Desde julho de 2024, é membro do Conselho de Estado, eleito pela Assembleia da República, em representação do CH, para a XVI Legislatura (2024-2028).

## Biografia

### Infância e juventude
André Ventura nasceu em Algueirão, Sintra, em 15 de janeiro de 1983, filho de João Manuel dos Santos Ventura, dono de uma loja de bicicletas, e de Ana Maria da Cruz Claro Ventura, empregada de escritório. Aos catorze anos, tornou-se um católico entusiasta, batizou-se e fez a primeira comunhão e o crisma. Quis ser padre e frequentou o Seminário de Penafirme, seminário menor do Patriarcado de Lisboa, mas não prosseguiu a formação eclesiástica, por se ter apaixonado. Licenciou-se em Direito pela Faculdade de Direito da Universidade Nova de Lisboa, com dezanove valores. Em 2013, defendeu a tese de doutoramento em Direito Público pela Faculdade de Direito da Universidade de Cork, na Irlanda, financiada pela Fundação para a Ciência e Tecnologia. Nesta, criticou o "populismo penal" e "estigmatização de minorias", revelando preocupação com a "expansão dos poderes policiais".

### Carreira profissional
Lecionou na Universidade Autónoma de Lisboa, de 2013 até 2019, e na Universidade Nova de Lisboa, de 2016 até 2018. Foi consultor na Caiado Guerreiro, Sociedade de Advogados, de 2018 até 2019, e comentador desportivo no canal de televisão CMTV, da entidade Cofina Media, de 2014 até 2020. É também inspetor da Autoridade Tributária, mas com licença sem vencimento desde 2014.
Foi consultor na empresa 'Finpartner', na qual trabalhou de 2019 a 2020, acumulando por 9 meses com o salário de cargo político.
Em maio de 2020, na sequência de uma polémica com o futebolista Ricardo Quaresma, que descreveu o discurso de André Ventura como "populismo racista", advindo de uma proposta de André Ventura para um "plano de confinamento específico para a comunidade cigana" com o intuito de combater a propagação do SARS-CoV-2, foi dispensado como comentador na CMTV, acumulando o vencimento desse cargo com o salário de cargo político até ao dia 31 do mesmo mês.

## Política no Partido Social Democrata
Em junho de 2015, afirmou que provavelmente seria candidato pelo PSD à Câmara Municipal de Sintra, o que acabou por não se concretizar.
Em 2016, criou, com Rui Pereira, antigo ministro da Administração Interna, e o antigo futebolista António Simões, um movimento de apoio à recandidatura de Luís Filipe Vieira à liderança do Sport Lisboa e Benfica. Em julho de 2016, na sequência do atentado em Nice, André Ventura afirmou no Facebook defender "a redução drástica da presença islâmica na União Europeia".

### Vereador em Loures
Em abril de 2017, foi escolhido pelo PSD para liderar a candidatura à Câmara Municipal de Loures nas eleições autárquicas desse mesmo ano, enfrentando o candidato do PCP, Bernardino Soares. Apesar de ter perdido, foi eleito vereador, renunciando em 2018.

#### Controvérsia
Numa entrevista, em julho de 2017, em resposta às declarações de André Ventura acerca dos povos ciganos, José Pinto Coelho, do PNR, escreve "Infelizmente, ao que parece, alguns dos 'meus' ainda andam pelos partidos do sistema". Ventura, de seguida afirmou "repudiar veementemente o apoio da extrema-direita". No decurso da mesma campanha, André Ventura fez várias afirmações polémicas sobre a comunidade cigana do concelho de Loures, tendo passado a ser alvo de uma queixa-crime apresentada pela candidatura do Bloco de Esquerda a Loures, encabeçada por Fabian Figueiredo. Acabou acusado por José Pinto Coelho de roubar o discurso do PNR. Em outubro de 2017, Ventura afirmou estar pronto a disputar a liderança do PSD, caso mais ninguém avançasse contra Rui Rio.

## Política no Partido CHEGA

### Pré-eleição
A 9 de abril de 2019, fundou o partido político CHEGA, e, a 12 de abril de 2019, associou-se à Coligação Basta! para as eleições europeias de 2019. Não conseguindo eleger qualquer Eurodeputado, a coligação foi dissolvida a 30 de julho de 2019. Concorreu às eleições legislativas de 2019 pelo CHEGA, como cabeça de lista pelo círculo eleitoral de Lisboa, acabando por ser eleito como o primeiro deputado do partido por si fundado. Afirma ter posições "liberais economicamente, nacionalistas culturalmente e conservadoras em questões de costumes", e define-se como um "político antissistema".
Academicamente, é descrito como um Partido de direita radical, movimento que tem estado marginalizado desde a revolução de 25 de abril de 1974. Foi criado a partir pequenos grupos dentro do Partido Social Democrata. A carreira de André Ventura teve destaque nos meios de comunicação social quando acusou as comunidades Romani de viverem num estado de benefícios. Visto por comentadores como uma tentativa de importar o discurso xenófobo que estava a aparecer noutros países da Europa, teve destaque por ser um representante do segundo maior partido de então (assim como por ser um comentador de futebol, o que aumentou a sua visibilidade), tendo a sua fundação menos ligações ao movimento de extrema-direita tradicional.

#### António de Oliveira Salazar
Sobre António de Oliveira Salazar, ditador português durante o regime do Estado Novo, André Ventura disse que "A República liderada pelo Dr. António de Oliveira Salazar, a maior parte do tempo, também não resolveu [os problemas do país] e atrasou-nos muitíssimo em vários aspetos. Não nos permitiu ter o desenvolvimento que poderíamos ter tido, sobretudo no quadro do pós-II Guerra Mundial. Portugal poder-se-ia ter desenvolvido extraordinariamente e ficámos para trás, assim como os espanhóis". 
No discurso de encerramento do IV Congresso Nacional do Chega, André Ventura apropriou-se do lema do ditador Oliveira Salazar durante o Estado Novo, "Deus, pátria e família", acrescentando-lhe a palavra "trabalho", para sintetizar os valores em que o partido acredita.

## Deputado na Assembleia da República

### XIV Legislatura

#### Posição sobre o número de deputados
André Ventura foi eleito deputado da Assembleia da República Portuguesa pelo circuito de Lisboa. Em setembro de 2020, apresentou uma proposta da diminuição do número de deputados de 230 para 100, declarada inconstitucional pela Comissão de Assuntos Constitucionais. Em novembro, abdicou destas propostas para acompanhar o PSD. Em janeiro de 2020, propôs a diminuição de 5 a 7,5% nos salários dos deputados.

#### Conflito com o Conselho Superior de Magistratura
A 6 de dezembro de 2019, apresentou na Assembleia da República um projeto de lei para a agravação de penas para crimes de abuso sexual de menores de 14 anos, que incluía a implementação da castração química. O parecer do Conselho Superior de Magistratura indica que a redação proposta teria como resultado descriminalizar abuso sexual de menores dependentes dos 14 aos 18 anos. André Ventura responde na sua página do Facebook dizendo que esta não seria a sua intenção, defendendo também uma interpretação distinta do projeto de lei:
"[...] no Artigo 173º do nosso projeto está prevista a punição de abuso sexual de menores entre os 14 e os 16 anos, estejam ou não dependentes. Logo, nunca haveria nenhuma descriminalização entre os 14 e os 16 anos [...] no máximo estamos perante um lapso qualquer na transcrição do projeto que seguiu para os serviços do Conselho Superior de Magistratura ou da [Assembleia da República].

#### Orçamento de Estado de 2021
Em Janeiro de 2020, André Ventura anunciou ter apresentado "à volta de 100" propostas de alteração ao Orçamento do Estado para esse ano, subordinadas às "grandes áreas fundamentais de governação", a criação de "um grupo que finalmente leve a cabo a definição do enriquecimento ilícito", o "fim da taxa do audiovisual" e ainda a "descida dos impostos sobre os combustíveis", a descida do IVA da eletricidade e gás natural para a taxa mínima, de 6%, a redução dos vencimentos dos titulares de cargos públicos em 12,5%, a proibição da realização de operações de mudança de sexo através do Serviço Nacional de Saúde, e o pagamento de um subsídio de alojamento para professores e de um subsídio de risco para as forças de segurança, bem como dos suplementos remuneratórios. A 27 de outubro de 2020, André Ventura aponta "insuficiências" ao Orçamento de Estado de 2021,lamentado que no documento haja apenas "um artigo para o combate à corrupção".
Defendeu ainda alteração do artigo 373.º do Código Penal (CP), com o aumento da moldura penal aos condenados por corrupção — ativa e passiva. Ao crime de corrupção passiva que actualmente pune com pena de prisão de um a oito anos ou de um a cinco anos, dependendo das circunstâncias, André Ventura propôs que passa-se a ser punido com pena de prisão de cinco a 16 anos e de dois a oito anos. E ainda propôs uma sanção acessória que impede o exercício de cargos políticos durante dez anos. Já sobre o crime de corrupção ativa (artigo 374.º CP), defende ainda aumentar a pena para dois a dez anos ou até cinco anos ao invés do atualmente consagrado de um a cinco anos ou até três anos de prisão.

#### All Lives Matter
Ventura defendeu o movimento All Lives Matter, contrário ao movimento Black Lives Matter, depois da morte do cidadão norte-americano George Floyd.

#### Bruno Candé
Em junho de 2020, organizou uma contramanifestação um dia após terem sido anunciadas concentrações antirracistas em homenagem ao ator Bruno Candé, vítima de homicídio, sob o lema "Portugal não é racista" e afirmando que a contramanifestação "é de tudo menos de supremacia branca".

#### Movimento Zero
Ventura participou numa manifestação do Movimento Zero, em frente da Assembleia da República. A manifestação foi marcada pelo uso do gesto OK, também utilizado por supremacistas brancos e organizações de extrema-direita.

#### Multas por discriminação
Em novembro de 2020, foi multado em mais de 400 euros pela discriminação das comunidades ciganas. Em dezembro do mesmo ano, foi condenado a pagar 3370 euros por discriminação étnica na forma de assédio. André Ventura, posteriormente numa conferência de imprensa na Assembleia da República, afirmou que não pagaria a multa, por esta, segundo Ventura "limitar a liberdade de expressão de um cidadão, de um deputado da nação e líder político".

#### Pandemia de COVID-19
Ventura criticou na Assembleia da República a Ministra da Justiça, Francisca Van Dunem, pela libertação de presos para aliviar as cadeias, com as transmissões de Covid-19, dizendo que o diploma era uma "infâmia".
André Ventura criticou o Estado de Emergência de 17 de dezembro de 2020, dizendo ser um "estado de caos sobre um estado de caos" que "vai destruindo a vida dos portugueses sem planeamento".

#### Condenação por segregação racial
Em setembro de 2021, o partido Chega e Ventura foram condenados pelo Tribunal da Relação de Lisboa por segregação racial. Em janeiro do mesmo ano, no debate das eleições presidenciais de 2021 com o Presidente da República então incumbente, Marcelo Rebelo de Sousa, mostrou uma fotografia deste no bairro da Jamaica com membros de uma família. Quando mostrou a fotografia, rotulou-os de "bandidos" e de "bandidagem", em contraste com os "portugueses de bem" que afirmava representar. Na sentença, é indicada nas ofensas "a vertente discriminatória em função da cor da pele e da situação socioeconómica dos autores". O caso remonta a 2019, e toda a família Coxi, do bairro da Jamaica, Seixal, foi condenada a prisão por crimes cometidos contra a polícia. Uma pena de seis meses por ofensas à integridade física qualificada contra um agente aplicada a Julieta Coxi foi substituída por uma multa de 900 euros. Quer os restantes membros da família Coxi, quer o agente da PSP, Tiago Andrade, foram condenados a penas suspensas. Hortêncio Coxi foi condenado a dois anos e quatro meses e a pagar 1.500 euros de indemnização ao agente Tiago Andrade, a pena mais pesada. Higina Coxi foi condenada a dois anos e dois meses e 650 euros de multa e Flávio Coxi a um ano e oito meses e 850 euros de multa.

#### Difusão de notícias falsas
Em agosto de 2023, Ventura dinfundiu na sua conta da rede social X (ex-Twitter) duas imagens com alegadas notícias, uma com grafismo semelhante - ou praticamente igual - ao do site da Rádio Renascença (em que se noticiava um alegado fenómeno de imigração ilegal durante a Jornada Mundial da Juventude desse ano) e outro ao site do jornal Público (onde se davam conta de afirmações do próprio líder do Chega sobre incendiários, no contexto dos fogos florestais que então decorriam em Portugal. Tanto a Rádio Renascença como o Público desmentiram que tenham publicado tais notícias.
Comissões Parlamentares a que pertence:
- Comissão de Assuntos Constitucionais, Direitos, Liberdades e Garantias
- Comissão de Orçamento e Finanças
- Comissão de Saúde [Coordenador GP]
- Grupo de Trabalho - Avaliação das Condições de Trabalho das Forças de Segurança
- Grupo de Trabalho - Júri do Prémio Direitos Humanos 2021[68]

### XV Legislatura

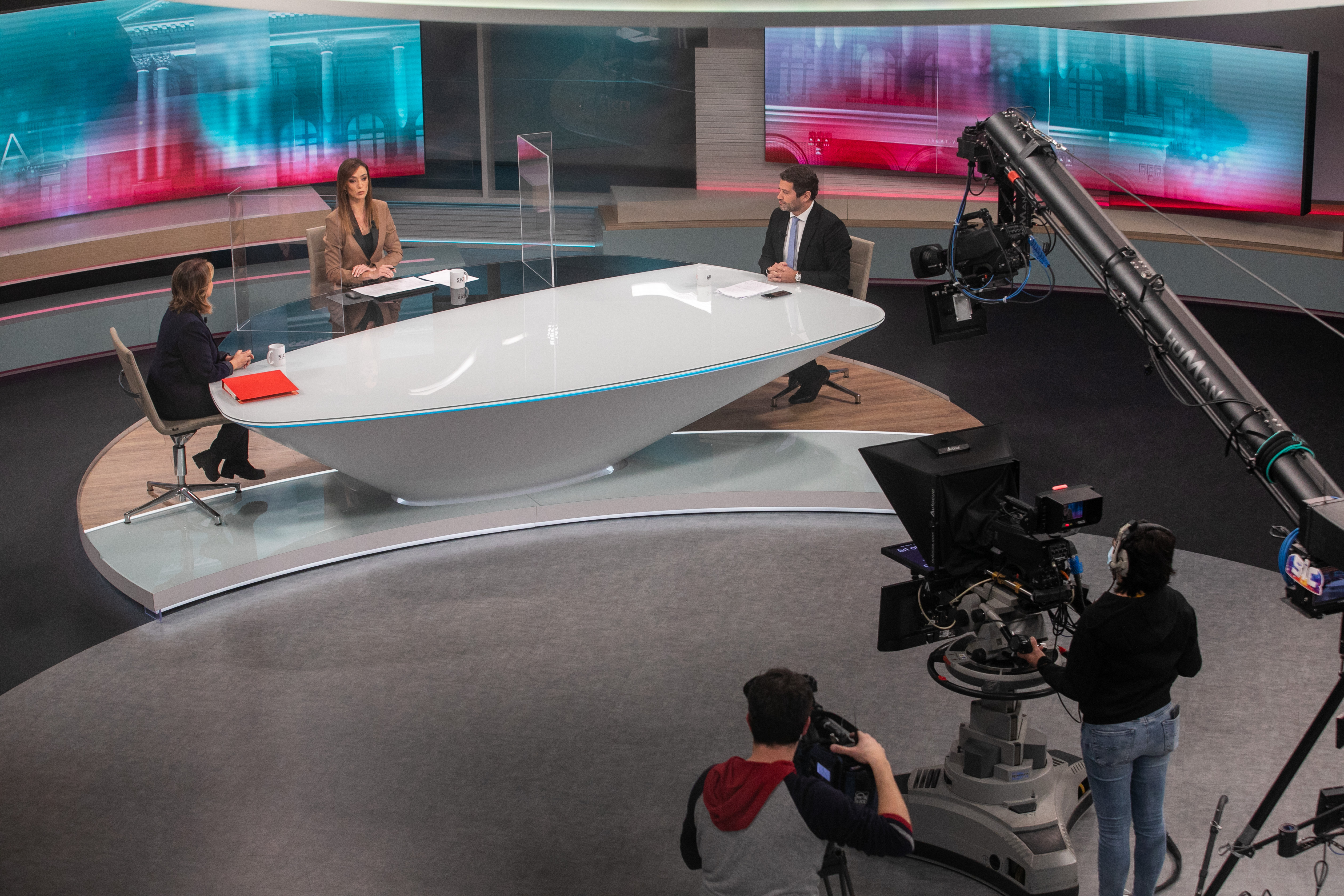
Debate na SIC Notícias entre Catarina Martins e André Ventura em Janeiro de 2022

Nas eleições legislativas de 2022, o Chega subiu de 1,3% para 7,2% e de 1 para 12 deputados, tendo André Ventura sido reeleito deputado à Assembleia da República, pelo círculo eleitoral de Lisboa. No discurso da tomada de posse, Ventura prometeu que o Chega será a voz "dos portugueses comuns". "Será a voz daqueles que perderam a voz num sistema que não permitiu que não fossem representados". Na primeira vez que tomou a palavra, respondeu ao novo presidente do grupo parlamentar da bancada socialista, lembrando a Eurico Brilhante Dias que teve mais de meio milhão de votos e que "merecem respeito". Após o discurso do novo Presidente da Assembleia da República, Augusto Santos Silva, respondeu que o Chega "ama a sua pátria e não tem medo de o dizer", “Não nos incomoda nada que ache que o nacionalismo é negativo. Orgulhamo-nos da nossa História e do que Portugal foi nos vários séculos” terminando com uma citação do poeta, Fernando Pessoa: “Estamos aqui para cumprir Portugal”.
No início da discussão do programa do governo, criticou o programa “programa vazio e pura propaganda”, e considerou que o executivo não responde a problemas como o da corrupção, da saúde ou do combate à pobreza. No dia 8 de abril apresentou um programa de rejeição ao governo, que foi rejeitada com as abstenções da Iniciativa Liberal e PSD e os votos contra do PS, PCP, BE e os deputados únicos do Livre e PAN. André Ventura, criticou Augusto Santos Silva pois segundo o próprio foi alvo de um "tamanho ato de censura", durante a sua intervenção mencionou “Não tenho memória de uma intervenção de um deputado eleito ser interrompida pelo presidente da Assembleia da República [...] Desde o 25 de Abril que não acontecia nesta Assembleia da República um tamanho ato de censura sob um partido e um grupo parlamentar”.
No dia 19 de abril, acompanhou os deputados Pedro Pinto, Rita Matias e Pedro Frazão à Porta do Colégio Planalto, numa ação para sensibilizar pais e alunos e exigir ao Governo o fim da obrigatoriedade do uso de máscaras, sobretudo em meio escolar. No dia 17 de maio, visitou o Quartel dos Bombeiros de Camarate com uma comitiva do Chega, onde pretendia "perceber as condições de trabalho destes profissionais no quartel e o que está a ser feito em termos de prevenção de incêndios, nomeadamente quais os problemas que os bombeiros enfrentam em termos de meios e de organização no combate aos incêndios".
A 20 de maio, visitou a Federação Pela Vida, juntamente com os deputados Rita Matias e Jorge Galveias, em apoio à realização de um Referendo sobre a Eutanásia.

#### Comemoração do 25 de abril em 2022
Na comemoração do 25 de abril de 1974, Ventura fez um apelo direto a Marcelo Rebelo de Sousa, pedindo que “não condecore aqueles que torturaram, mataram e expropriaram em Portugal”, referindo-se à polémica em torno das condecorações a todos os membros da Junta de Salvação Nacional. No seu discurso criticou a falha no progresso económico e social do país: "em 1975 Portugal estava no Índice de Desenvolvimento Humano na 23.ª posição, em 2015 estava na 41.ª [...] Falhámos no progresso e fomos arranjando sistematicamente desculpas, foi a crise financeira, foi a pandemia, agora é a guerra. Não sei a que velocidade iam as chaimites que vinham de Santarém para Lisboa, mas sei uma coisa, sei que na velocidade do pós-25 de Abril Portugal ficou sistematicamente para trás".

#### Orçamento de Estado de 2022
No início da discussão do Orçamento de Estado para 2022, anunciou o voto contra do Chega "este documento não reflete as preocupações e as necessidades que os portugueses precisam de ver acauteladas ao longo deste ano". Referindo que este orçamento pecava pelo facto "por voltar a alocar a maior parte dos recursos públicos ao Estado e às suas clientelas, deixando altamente prejudicadas as famílias e as empresas", concluindo que "Este é um Orçamento usurpador: continua a exploração de quem trabalha e investe para sustentar o polvo da máquina do Estado". No último dia de discussão do OE, considerou que o Governo apresentou um Orçamento do Estado para 2022 que representa o “regresso da austeridade” e é um “panfleto eleitoral”, defendendo que “os portugueses vão perder rendimentos”. Ventura considerou que “é chocante que um Governo socialista com maioria absoluta venha a esta casa num cenário de guerra e de brutal inflação que todos os portugueses sentem e apresente o mesmo panfleto eleitoral”.
A 12 de maio de 2022, anunciou que o grupo parlamentar iria entregar "cerca de 300” propostas de alteração ao Orçamento do Estado para 2022". Destacando várias propostas desde “uma atualização extraordinária” de “50 euros para a generalidade das pensões e depois um aumento de 20 e de 10 para as mais elevadas”; “isenção de IVA em bens alimentares essenciais” durante três meses,  visando “conter o surto inflacionista e as consequências da guerra na Ucrânia"; a descida da taxa de IRC para 17,5%, "como forma de atrair investimento"; "desconto direto na bomba" de "20 cêntimos por litro nos combustíveis"; aumento para "300 euros por mês, independentemente do tempo de serviço, do Suplemento Especial de Pensão dos antigos combatentes". Relativamente às forças de segurança, Ventura disse que o Chega vai apresentar como proposta de alteração do orçamento, o aumento do suplemento de risco para o "valor mínimo de 300 euros", além do "suplemento de fixação do corpo da guarda prisional" e do "subsídio de insularidade" para quem está nas regiões autónomas. Para a justiça anunciou que o partido vai propor "o aumento da dotação para o combate à corrupção, fraude e criminalidade económico-financeira", um "sistema de gestão anti-suborno, no âmbito dos concursos públicos", e outro de “controlo de fraude e desperdício”, assim como a contratação de mais meios humanos para o Instituto de Registos e Notariado, e o reforço da capacidade técnica do Ministério Público e da Política Judiciária.

#### Guerra na Ucrânia
No debate sobre a Ucrânia, no plenário da Assembleia da República, sublinhou a "condenação inequívoca" da agressão russa à Ucrânia, uma "guerra brutal e ilegal", cujos autores têm que ser "severamente punidos". Criticando o Bloco de Esquerda e o Partido Comunista Português pelas "abstenções e votos contra" das declarações de condenação à invasão russa da Ucrânia. Na declaração afirmou "Se não gostam da liberdade, nós gostamos da liberdade e estamos aqui para defendê-la". Ventura mencionou que “é o nacionalismo positivo ucraniano que está a permitir a luta nas ruas para manter a sua pátria”. De seguida criticou o partido socialista ao relembrar que "houve primeiros-ministros “aos abraços a Hugo Chávez a vender computadores”, que “trouxeram a Lisboa a maioria dos tiranos e ditadores do mundo” e que há um ministro das Finanças, Fernando Medina que “deu dados ao governo da Rússia“. Na sessão plenário onde esteve o Presidente da Ucrânia, Volodymyr Zelensky, Ventura criticou as seis cadeiras vazias do PCP na sessão, falando numa "indignidade".
Ventura propôs uma comissão parlamentar de inquérito sobre as “suspeitas” de que “entidades governamentais” tinham conhecimento da natureza pró-russa de algumas associações ucranianas. A iniciativa surgiu a propósito do acolhimento de refugiados em Setúbal por cidadãos russos, que terão fotocopiado documentos pessoais e pedido informações sobre familiares que ficaram na Ucrânia. Exigindo conhecer "as suspeitas reais e os factos reais" apurados pelos serviços de informações portugueses sobre espionagem russa em Portugal, em audições no parlamento à porta aberta ou fechada.
Em declarações aos jornalistas, no Palácio de Belém, disse recear "que o Governo de Vladimir Putin, através de associações financiadas, algumas delas com o dinheiro público, possa estar a atuar de forma impune, de forma livre em Portugal". Defendendo ser "impensável que numa democracia como a nossa os líderes dos maiores partidos portugueses estejam completamente à deriva sobre o que se passa em Portugal nesta matéria de monitorização dos serviços secretos".

#### Moção de Censura ao Governo
A 1 de julho anunciou a apresentação de uma moção de censura ao Governo, ressaltando que a retiraria caso os ministros da Saúde e das Infraestruturas fossem demitidos. Justificou a apresentação da moção com um conjunto de várias situações que passam no país: o estado da Saúde, as opções do Governo face ao aumento dos preços dos combustíveis, e no “ato politicamente mais grave” na sua visão, envolvendo o ministro das Infraestruturas, Pedro Nuno Santos, onde referiu, que “acabou politicamente”, devido à a situação em torno do novo aeroporto de Lisboa. A moção de censura acabou chumbada com os votos favoráveis do Chega, a abstenção do PSD e Iniciativa Liberal e os votos contra do Partido Socialista,PCP,BE, PAN e Livre.

## Políticas internacionais

### Partido Identidade e Democracia
A 2 de julho de 2020, anunciou enquanto presidente do Chega, que o partido aceitou o convite do partido integrar no grupo parlamentar do Parlamento Europeu, Identidade e Democracia.
No dia 23 de junho de 2022, teve um encontro com a Ministra da Justiça da Hungria, Judit Varga, para a preparação de um encontro com o Primeiro-Ministro da Hungria, Viktor Orbán.

### Viva 21 - Espanha
Nos dias 9 e 10 de outubro, esteve reunido com Santiago Abascal e Giorgia Meloni em Madrid, no evento Viva 21 organizado pelo Vox. Os três lideres partidários concordaram com a importância da existência de fronteiras seguras para a proteção dos povos da União Europeia, o respeito pelas soberanias nacionais, e a defesa da família, da cultura da vida, e na liberdade dos pais para a escolha na educação dos filhos. No final do dia 10 discursou no evento destacando, que Portugal, Espanha, Grécia e Itália “decidiram estreitar os laços porque existe uma ameaça real para as nossas sociedades". Ventura, Abascal e Giorgia Meloni comprometeram-se a lançar um fórum de colaboração de patriotas do sul da Europa com semelhanças em termos de identidade, história, costumes, valores e vocação geopolítica com o objetivo de dar um impulso alternativo ao projeto europeu.

### Viva 22 - Espanha
A 8 e 9 de outubro, reuniu-se com Santiago Abascal, Javier Milei e Mateusz Morawiecki, primeiro-ministro polaco, no evento Viva 22 em Madrid. No seu discurso criticou o socialismo e apoiou os valores ocidentais. Afirmando que Pedro Sánchez e António Costa, "são os piores governantes da Europa". Defendeu o direito dos europeus a defenderem as suas nações contra a imigração e contra Bruxelas: "O futuro pertence a nós europeus, aos povos europeus. Não pertence a Bruxelas ou à imigração. Na sua intervenção, também defendeu a identidade dos povos europeus e a luta “para que Espanha e Portugal sejam países europeus e não países árabes na Europa”.

### Eleição presidencial no Brasil em 2022
Durante a eleição presidencial no Brasil em 2022, Ventura declarou apoio ao então Presidente do Brasil, Jair Bolsonaro para sua reeleição. Ventura disse que "Bolsonaro é a escolha certa" em sua manifestação de apoio.
Após o ex-presidente Lula da Silva ter sido eleito com a maioria dos votos, Ventura em sessão da Assembleia Nacional chamou Lula de "bandido". Na ocasião, Ventura foi repreendido por Augusto Santos Silva, presidente da Assembleia, porém Ventura continuou a dizer que entendia os bolsonaristas que faziam protestos em frente aos quartéis do Exército, nas manifestações golpistas, por não aceitarem o resultado das eleições.

## Candidatura à Presidência da República Portuguesa

### Eleição presidencial de 2021

#### Pré-candidatura

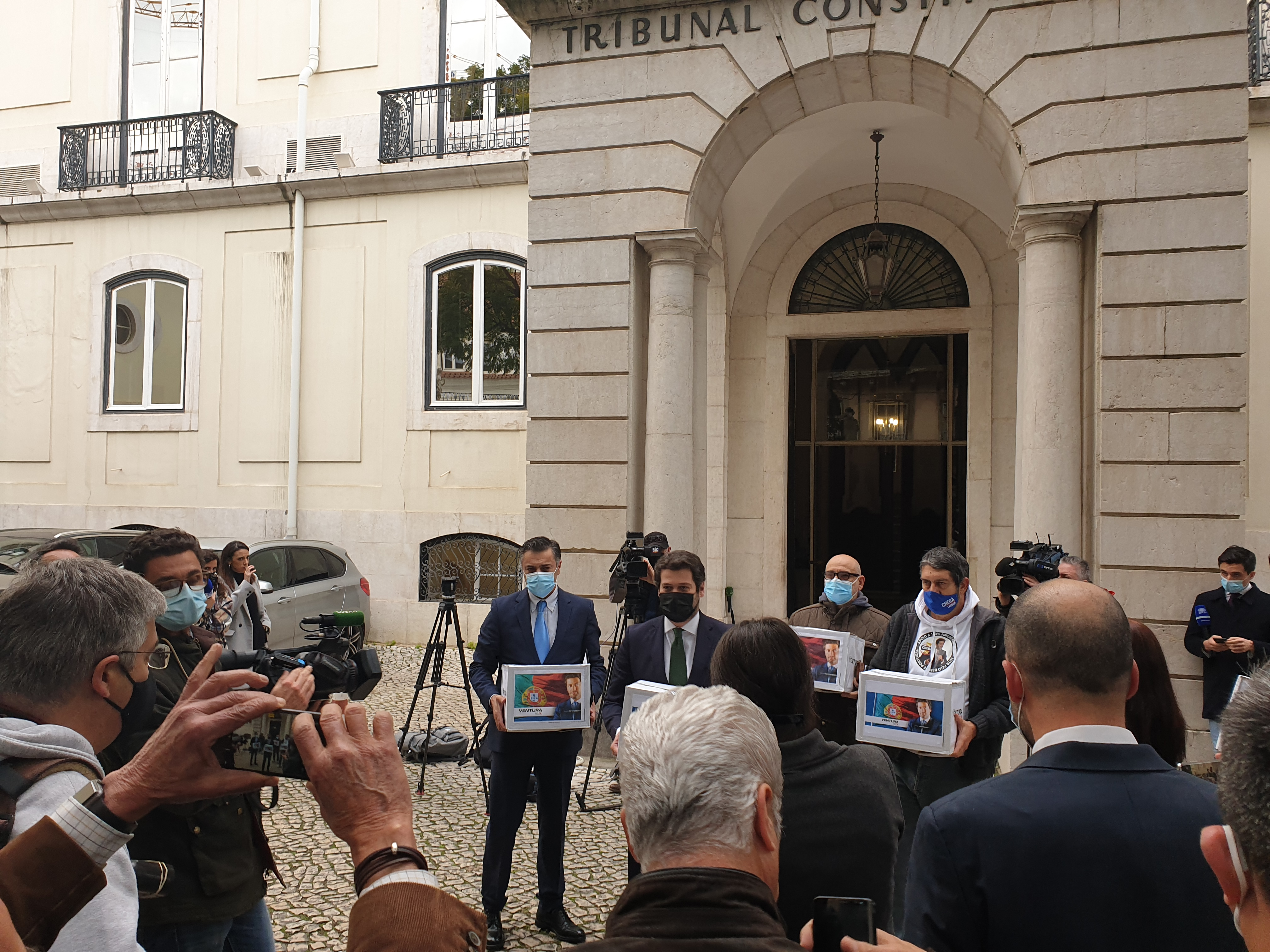
Entrega das assinaturas para a oficialização da candidatura à Presidência da República.

No dia 8 de fevereiro de 2020, André Ventura anunciou a sua candidatura à presidência da república nas eleições de 2021, em Portalegre. André Ventura convidou a atriz Maria Vieira para ser a sua mandatária presidencial junto das comunidades portuguesas no estrangeiro e escolheu Patrícia Sousa Uva para mandatária nacional. Posteriormente, com a demissão da ex-mandatária, Ventura convidou então Rui Paulo Sousa, vogal da direção nacional, para mandatário nacional. No dia 18 de dezembro de 2020, André Ventura entregou 10 250 assinaturas no Tribunal Constitucional, para a formalização da sua candidatura a Belém.
No dia 22 de dezembro de 2020, pediu a suspensão temporária do mandato de deputado, para se candidatar às eleições presidenciais portuguesas de 2021, sendo esta suspensão impedida pela Assembleia da República a 29 de dezembro de 2020. No dia 31 de dezembro de 2020, após a decisão da maioria dos grupos parlamentares de não autorizar a suspensão de mandato, André Ventura avançou com uma intimação contra a Assembleia da República e Ferro Rodrigues, Presidente da Assembleia, no Supremo Tribunal Administrativo. No dia 30 de dezembro de 2020, a sua candidatura foi aceite pelo Tribunal Constitucional.

##### Encontro com Marine Le Pen
No início da campanha eleitoral portuguesa, a presidente do partido francês Rassemblement National, Marine Le Pen, confirmou que iria a Lisboa para a apoiar a candidatura presidencial de André Ventura.

#### Incidente com Marisa Matias
Durante a campanha, André Ventura fez um comentário relativamente à aparência física da candidata Marisa Matias, considerando que esta "não está muito bem em termos de imagem, de performance. Assim com os lábios muito vermelhos como se fosse uma coisa de brincar". Este comentário foi amplamente considerado machista, causando uma "onda de indignação". Assim, foi criado o movimento #vermelhoembelem, no qual várias figuras públicas demonstraram a sua oposição às declarações de André Ventura, pintando os seus lábios de vermelho e publicando mensagens nos órgãos de comunicação social e nas redes sociais, incluindo o apoio imediato da candidata Ana Gomes. Em resposta, sugeriu a campanha "dos lábios negros de luto, pela situação do país", mencionando a situação pandémica e a corrupção.

#### Protestos antifascistas
A campanha presidencial foi objeto de vários protestos antifascistas. Após protestos na baixa de Coimbra, onde foram utilizadas as palavras "25 de Abril sempre, fascismo nunca mais", "racistas, fascistas, machistas não passarão" e "ninguém atura o facho do Ventura", em declarações aos jornalistas, André Ventura respondeu que não se mostrou surpreendido, afirmando que a candidatura já tinha tido conhecimento de que estariam a ser organizados algumas atividades deste tipo, e admitiu fazer queixa à Comissão Nacional de Eleições (CNE) e à PSP. André Ventura acusou a candidata Marisa Matias e o Bloco de Esquerda de espionagem e que declarou que "[n]o caso da manifestação de Serpa, nós temos a informação de que quem pediu e organizou a manifestação se chama Alberto Manuel da Cunha Matos. Este senhor foi nomeado funcionário do grupo parlamentar do Bloco de Esquerda, em novembro de 2019, e terá sido este senhor que tratou dos procedimentos da manifestação que, supostamente, seria da etnia cigana ou da ‘antifas’, em Serpa". Ventura mostrou aos jornalistas uma imagem de uma carrinha branca que, segundo o próprio, está registada em nome do Bloco de Esquerda e tem estado em vários locais da campanha. Numa reação na rede social Twitter, disse que não são as "manifestações ruidosas" que o vão impedir de continuar a lutar, apontado o "Bloco de Esquerda como cabecilha".

##### Incidente em Setúbal
No dia 21 de janeiro de 2021, numa ação de campanha no distrito de Setúbal, um grupo de manifestantes arremessou objetos, como uma pedra, caixas de pastilhas, entre outros, contra André Ventura e a sua comitiva, gritando e afirmando que "Setúbal é terra antifascista". Esta ação resultou na detenção de uma pessoa e numa carga policial, pelo corpo de intervenção da Polícia de Segurança Pública. Ventura saiu ileso. Em declarações à Agência Lusa, o comandante distrital da PSP de Setúbal, Viola Silva, garantiu que a polícia tudo fez para evitar a escalada de violência, afirmando que "a entrada do candidato correu mais ou menos bem. Foram só arremessados alguns ovos", "pedras e objetos metálicos cortantes" Após o sucedido, os candidatos Tiago Mayan, Ana Gomes e Marisa Matias condenaram a violência  resultante dos protestos. Rui Rio condenou a atuação dos manifestantes e defendeu a atuação da polícia. No final da noite, em Évora, André Ventura, lamentou o episódio de violência de que a sua comitiva foi alvo, afirmando que, "em democracia, vence-se com argumentos, não com pedras" e agradecendo o trabalho da polícia, que considerou ter atuado para "repor a ordem pública", e à sua própria equipa de segurança privada, adiantando "estar bem", só com a perna esquerda dorida pela repentina entrada no carro.

#### Resultado

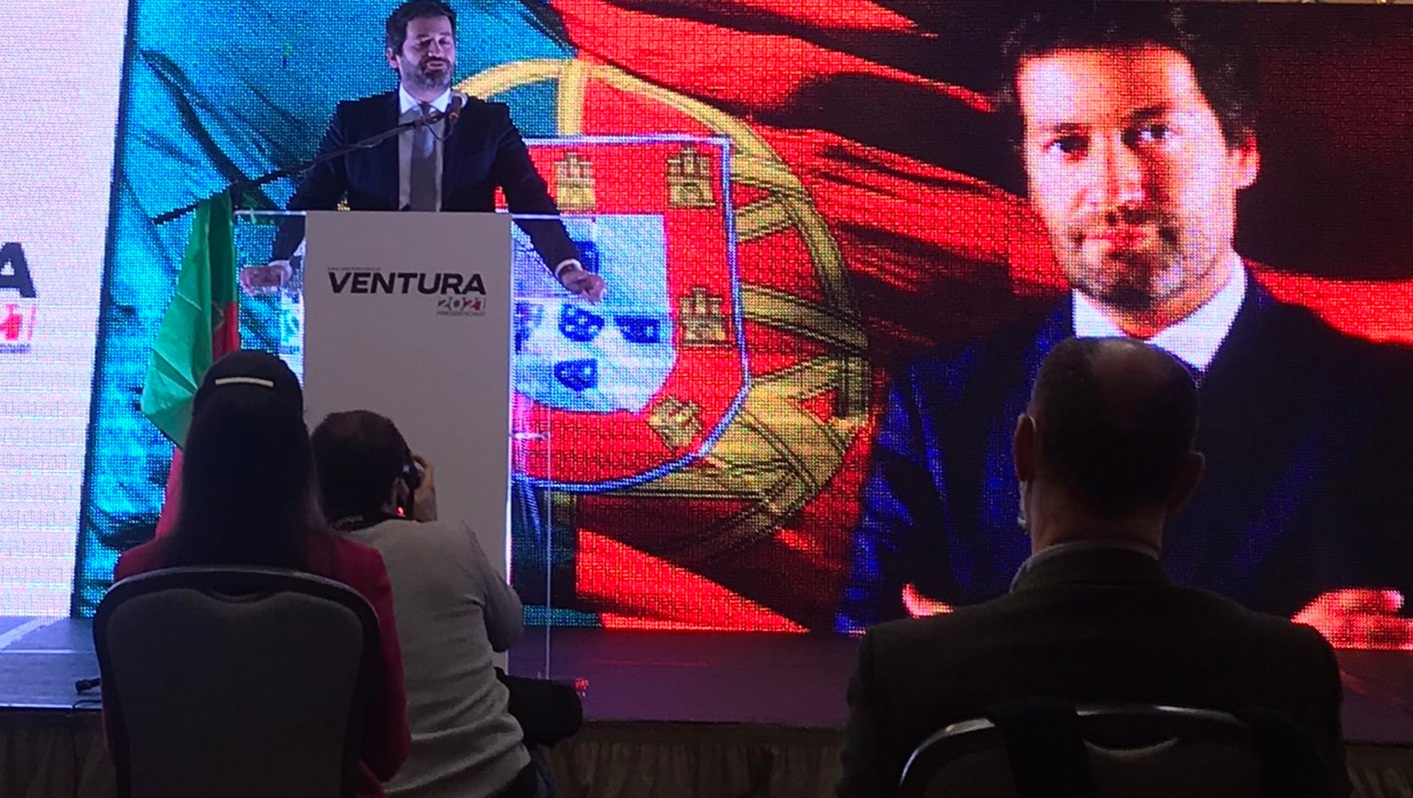
Discurso de André Ventura na noite eleitoral de 2021.

A 24 de janeiro de 2021 tiveram lugar as eleições presidenciais de 2021, nas quais garantiu o terceiro lugar, com cerca de 497 mil votos, o correspondente a 11,9% do total.
Durante a campanha eleitoral, tinha afirmado, que caso ficasse atrás da candidata Ana Gomes, demitir-se-ia da presidência do CHEGA. Tendo Ana Gomes ficado em 2.º lugar, anunciou a sua demissão da presidência da direção nacional do partido, assim como a sua recandidatura ao mesmo cargo. André Ventura felicitou Marcelo Rebelo de Sousa pela vitória, mas pediu ao Presidente da República "rutura" com o que foi o anterior mandato. Na noite eleitoral, realçou que a sua candidatura teve mais votos que as candidaturas do PCP, Bloco de Esquerda e Iniciativa Liberal juntos, tendo salientado especialmente o facto de ter ficado à frente do candidato apoiado pelo PCP no Alentejo, uma região com um eleitorado tradicionalmente comunista, apesar de não ter havido transferência de voto e de ter tido o apoio de concelhos com tradição de votar menos no PCP.

## Eleições autárquicas de 2021
A 17 de junho de 2021, anunciou a sua candidatura à presidência da Assembleia Municipal de Moura nas eleições autárquicas de 2021, tendo sido eleito deputado municipal após ficar em 3.º lugar, com 25,3% dos votos, não lhe permitindo assumir a presidência da Assembleia Municipal. Para este efeito, requereu suspensão do mandato de deputado à Assembleia da República entre 9 de setembro e 8 de outubro de 2021, tendo sido substituído por Diogo Pacheco de Amorim, candidato em 2.º lugar na lista do Chega pelo círculo eleitoral de Lisboa às eleições legislativas de 2019.

## Posição sobre temas sociais

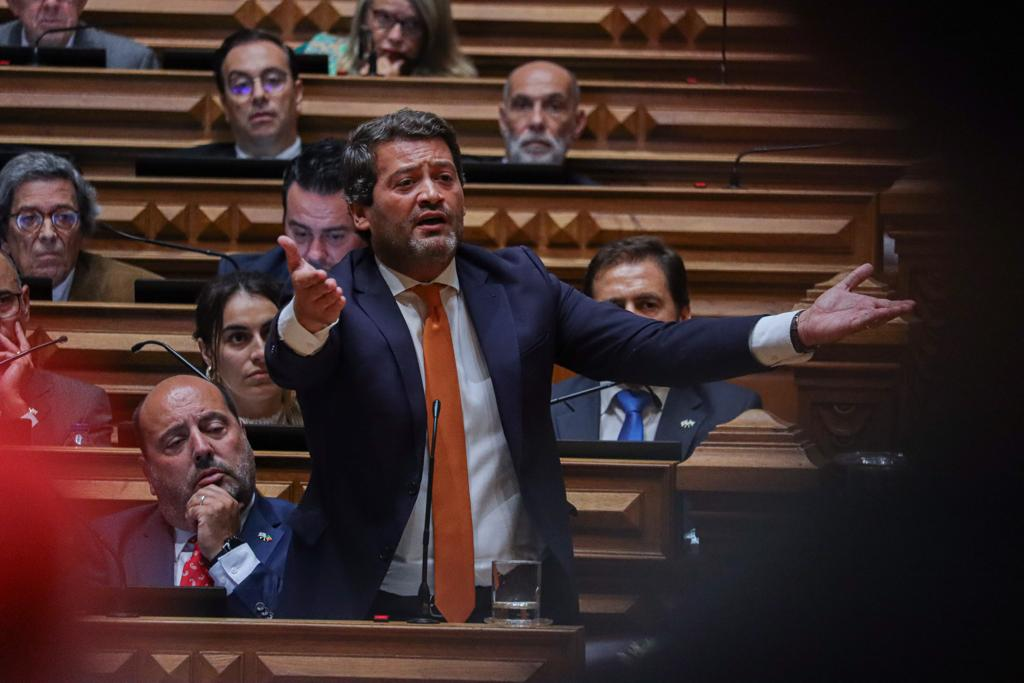
André Ventura na Assembleia da República Portuguesa em 2023

Alguns temas frequentemente abordados pelo deputado André Ventura têm suscitado bastante mediatismo nos órgãos de comunicação social, sendo as suas declarações muitas vezes conotadas, tanto mediaticamente como academicamente, com anticiganismo, islamofobia, xenofobia, machismo, e racismo.

### População cigana

#### Candidato à Câmara Municipal de Loures
Em 2017, enquanto candidato à Câmara Municipal de Loures, pelo PSD, André Ventura afirmou que existia para com algumas minorias étnicas, em Portugal, "uma excessiva tolerância", dizendo ainda que, no caso concreto da "etnia cigana", estes "ocupam espaços ilegalmente e ninguém faz nada". Disse ainda que estas comunidades têm um "problema de integração" e que a "maioria não se quer integrar".

#### Deputado da Assembleia da República
Em 2020, confrontado com acusações sobre se "isso não é xenofobia ou racismo" Ventura respondeu existir "um estudo de 2014 que diz que só 15% dos ciganos vivem do seu trabalho". Esta declaração foi avaliada pelo polígrafo SAPO como "imprecisa, além de descontextualizada". Afirmou ainda existir "uma excessiva tolerância com alguns grupos e minorias étnicas", que "pessoas à espera de reabilitação nas suas habitações, quando algumas famílias, por serem de etnia cigana, têm sempre a casa arranjada" e que "ocupam espaços ilegalmente e ninguém faz nada", afirmando ainda que "[i]sto não é racismo nem xenofobia, é resolver um problema que existe porque há minorias no nosso país que acham que estão acima da lei". Numa matéria análoga, com a premissa "[c]iganos têm direito exclusivo a RSI, apartamento mobilado e outras regalias oferecidas pelo Estado", esta é avaliada como falsa pelo polígrafo SAPO, no sentido de que "não há regras diferentes ou tratamento discriminatório entre os 'portugueses'" sendo que "qualquer cidadão português, independentemente da respetiva etnia, pode requerer a atribuição de RSI".

### População islâmica

#### Posição política
Em 2017, após os atentados de Orlando e Nice, André Ventura afirmou que "este tipo de terrorismo que vimos em Orlando ou em Nice obriga-nos a um olhar diferente sobre as comunidades islâmicas na Europa", sugerindo uma "redução drástica da presença islâmica na União Europeia". Em 2018, após o atentado de Estrasburgo, recuperou as declarações anteriores, considerando que a Europa voltava a estar "ensanguentada pelo terrorismo fundamentalista", considerando que "o problema da presença massiva de islâmicos na Europa é precisamente o controlo da radicalização e a diferenciação entre os que estão por bem e os que estão para nos converter ou destruir". O artigo de opinião de sua autoria, "A injustiça islâmica", foi descrito pela cientista política Verónica Ferreira, em sua tese de mestrado, como "o retrato mais acabado do pensamento islamofóbico ocidental".

#### Monitorização da comunidade muçulmana
Em 3 de novembro de 2020, O CHEGA entregou na Assembleia da República um projeto de resolução, recomendando ao Governo a criação de uma "equipa especial" para vigiar a comunidade muçulmana em Portugal, "especialmente no que respeita aos movimentos conotados com o radicalismo e fundamentalismo islâmico, nas suas várias vertentes".

## Resultados eleitorais

### Eleições Presidenciais
| Data | Partidos apoiantes | 1.ª volta | 1.ª volta | 1.ª volta      | 1.ª volta | 2.ª volta | 2.ª volta | 2.ª volta | 2.ª volta | Status     | Ref.    |
| Data | Partidos apoiantes | Cl.       | Votos     | %              | +/-       | Cl.       | Votos     | %         | +/-       | Status     | Ref.    |
| ---- | ------------------ | --------- | --------- | -------------- | --------- | --------- | --------- | --------- | --------- | ---------- | ------- |
| 2021 | CHEGA              | 3.º       | 496 773   | 11,90 / 100,00 |           |           |           |           |           | Não eleito | [ 187 ] |

### Eleições legislativas
| Data | Partido | Partido | Circulo eleitoral | Posição     | Cl.     | Votos          | %             | +/-     | Status | Notas               | Ref     |
| ---- | ------- | ------- | ----------------- | ----------- | ------- | -------------- | ------------- | ------- | ------ | ------------------- | ------- |
| 2019 |         | CHEGA   | Lisboa            | 1.º (em 48) | 9.º     | 22 053         | 2,00 / 100,00 |         | Eleito | Presidente do CHEGA | [ 188 ] |
| 2022 | 4.º     | CHEGA   | Lisboa            | 1.º (em 48) | 91 889  | 7,77 / 100,00  | 5,77          | [ 189 ] | Eleito | Presidente do CHEGA |         |
| 2024 | 3.º     | CHEGA   | Lisboa            | 1.º (em 48) | 224 493 | 17,02 / 100,00 | 9,25          | [ 190 ] | Eleito | Presidente do CHEGA |         |
| 2025 | 3.º     | CHEGA   | Lisboa            | 1.º (em 48) | 265 718 | 20,87 / 100,00 | 3,85          | [ 191 ] | Eleito | Presidente do CHEGA |         |

### Eleições autárquicas

#### Câmara Municipal
| Data | Partido | Partido | Concelho | Posição     | Cl. | Votos  | %              | Status | +/- | Notas                                    | Ref     |
| ---- | ------- | ------- | -------- | ----------- | --- | ------ | -------------- | ------ | --- | ---------------------------------------- | ------- |
| 2017 |         | PSD-PPM | Loures   | 1.º (em 11) | 3.º | 18 877 | 21,55 / 100,00 | Eleito |     | Renunciou ao mandato de vereador em 2018 | [ 192 ] |

#### Assembleia municipal
| Data | Partido | Partido | Concelho | Posição     | Cl. | Votos | %              | +/- | Status | Notas | Ref     |
| ---- | ------- | ------- | -------- | ----------- | --- | ----- | -------------- | --- | ------ | ----- | ------- |
| 2021 |         | CHEGA   | Moura    | 1.º (em 21) | 3.º | 1 766 | 25,31 / 100,00 |     | Eleito |       | [ 193 ] |

### Eleições europeias
| Data | Partido | Partido              | Posição     | Cl. | Votos  | %             | +/- | Status     | Notas | Ref     |
| ---- | ------- | -------------------- | ----------- | --- | ------ | ------------- | --- | ---------- | ----- | ------- |
| 2019 |         | BASTA! (PPM-PPV/CDC) | 1.º (em 21) | 9.º | 49 496 | 1,49 / 100,00 |     | Não eleito |       | [ 194 ] |

## Prémios
| Ano  | Prémio           | Categoria   | Resultado | Nota            |
| ---- | ---------------- | ----------- | --------- | --------------- |
| 2025 | Unicórnio Voador | Dom Quixote | Venceu    | Prémio satírico |

## Obras literárias
- Introdução à Fiscalidade, e-book, Lisboa (2017)
- Justiça, Corrupção e Jornalismo (coautoria com Miguel Fernandes), Vida Económica (2015)
- A Nova Justiça Internacional, Chiado Editora, Lisboa (2015)
- A Nova Administração Pública (inclui a nova Lei Geral do Trabalho em Funções Públicas anotada), Quid Juris, Lisboa (2014)
- A Reforma do IRC (com António Carlos dos Santos), Vida Económica, Lisboa (2014)
- Lições de Direito Fiscal, Chiado Editora, Lisboa (2014)
- Lições de Direito Penal, Volume I, UAL / Instituto de Direito Público
- Montenegro, Chiado Editora, Lisboa (2008)[196]
- A Última Madrugada do Islão, Chiado Editora, Lisboa (2009)